# Þverdalsmúli
Þverdalsmúli är en kulle i republiken Island. Den ligger i regionen Västfjordarna, 170 km norr om huvudstaden Reykjavík. Toppen på Þverdalsmúli är 491 meter över havet.
Trakten runt Þverdalsmúli är nära nog obefolkad, med mindre än två invånare per kvadratkilometer. Det finns inga samhällen i närheten. Trakten runt Þverdalsmúli består i huvudsak av gräsmarker.